# Monte Passeggio e Pizzo Deta (area sommitale)
Monte Passeggio e Pizzo Deta (area sommitale) este o arie protejată (arie specială de conservare — SAC, sit de importanță comunitară — SCI) din Italia întinsă pe o suprafață de 811 ha, integral pe uscat.

## Localizare
Centrul sitului Monte Passeggio e Pizzo Deta (area sommitale) este situat la coordonatele 41°47′55″N 13°28′41″E / 41.798611°N 13.478056°E.

## Înființare
Situl Monte Passeggio e Pizzo Deta (area sommitale) a fost declarat sit de importanță comunitară în iunie 1995 pentru a proteja 8 specii de animale. Situl a fost protejat și ca arie specială de conservare în decembrie 2016.

## Biodiversitate
Situată în ecoregiunea mediteraneană, aria protejată conține 7 habitate naturale: Pante stâncoase calcaroase cu vegetație casmofită, Pajiști alpine și subalpine calcaroase, Grohotișuri termofile și vest-mediteraneene, Pajiști alpine și boreale, Lespezi calcaroase, Păduri de fag din Apenini cu Taxus și Ilex, Grohotișuri calcaroase și de șisturi calcaroase de la nivelul montan până la nivelul alpin (Thlaspietea rotundifolii).
La baza desemnării sitului se află mai multe specii protejate:
- păsări (6): potârnichea de stâncă (Alectoris graeca graeca), fâsă-de-câmp (Anthus campestris), acvilă de munte (Aquila chrysaetos), șoim călător (Falco peregrinus), Pyrrhocorax pyrrhocorax, Tachymarptis melba
- mamifere (2): lupul (Canis lupus), urs brun (Ursus arctos)

Pe lângă speciile protejate, pe teritoriul sitului au mai fost identificate 9 specii de plante, 1 specie de păsări, 1 specie de mamifere.